# 이엘라이즈
이엘라이즈는 대한민국의 화장품 제조업 기업이다. 이엘라이즈는 ‘풍요로운 삶을 위한 라이프스타일 기업’이라는 모토로 뷰티, 헬시, 패션 등 다양한 분야에서 커머스 사업을 진행하고 있다. 산하 브랜드로는 헬시플레이스, 루트헤어, 아이빔, 인헤버, 지샤인을 운영 중에 있다.
초기 이엘라이즈 설립 당시에는 콘텐츠, 매니지먼트, 플랫폼 등의 사업을 동시에 운영하였으나, 2020년 브랜드 커머스사 ㈜리얼리플레이스 흡수 합병을 하며 커머스 사업을 출범한다. 이후, 2022년 이엘라이즈는 커머스 사업을 독자적 분리하며 사업의 본격화를 알렸다.
이엘라이즈의 경영 이념은 ‘웰메이드 상품 개발을 통해 생활 문화의 가치를 제고하고 풍요로운 삶을 제안’하는 것이다.

## 역사
2015년 8월 6일 이엘라이즈의 모기업 이엘와이드코퍼레이션 주식회사 창립.
2019년 주식회사 이엘라이즈 인수.
2019년 브랜드커머스사 ㈜리얼리플레이스 흡수 합병하여 이엘라이즈의 브랜드 커머스 사업을 본격화하였다.
2020년 프리미엄 두피 케어 브랜드 ‘루트헤어’ 론칭을 시작으로 2021년 10대 뷰티 브랜드 ‘아이빔’, 건강기능식품 브랜드 ‘헬시플레이스‘를 산하 브랜드로 운영하고 있다. 이후, 2022년 뷰티 브랜드 ‘인헤버‘, 골프웨어 브랜드 ‘지샤인’을 론칭하며 홈쇼핑 사업으로도 확장하였다.

## 지배구조
이엘와이드 산하에 라이프 스타일 기업으로 이엘라이즈는 속해있다.

## CI

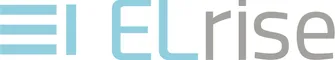

이엘그룹의 미션을 표현한 슬로건인 Entertaining Life(유쾌한 라이프)를 로고로 표현했다.
이엘라이즈의 경우 영문 가로형을 메인으로 사용하며 이엘그룹의 심벌을 공통적으로 사용하여 One Vision, One Company로써 그룹사 아이덴티티를 유지한다.
[이엘그룹 경영 이념]
• EL Vision: 더 나은 공존 (A Better Coexistence)
• EL Philosophy: 좋은 문화를 위한 기여 (Makes a Good Culture)
• EL Principle
✓ 최고 전문성: 우리는 계속해서 발전하고 잘 하고 있는가
✓ 직무 자부심: 우리는 목표를 알고 일을 즐기고 있는가
✓ 바른 영향력: 우리가 만드는 결과가 삶에 유익을 주는가
✓ 오픈 마인드: 우리는 의견을 경청하고 협력하고 있는가

## 이엘라이즈 산하 브랜드
· 헬시플레이스 : 건강하고 균형 잡힌 헬스&푸드 라이프스타일 브랜드 (2021년)
· 루트헤어 : 프리미엄 두피 케어 브랜드 (2020년)
· 아이빔 : 1525세대 타겟의 뷰티 색조 브랜드 (2021년)
· 인헤버 : 3545세대 타겟의 뷰티 브랜드 (2022년)
· 지샤인 : 골프웨어 브랜드 (2022년)

## 기타
· 2021년 이엘라이즈는 브랜드 루트헤어로 ‘2021 대한민국 베스트브랜드 어워즈' 헤어케어부문 대상’을 수상하였다.
· 2022년 브랜드 헬시플레이스는 다이어트 라인 빼바로 ‘2022 브랜드 어워드 3관왕’을 수상하였다.
(1) 2022 건강기능식품 대상
(2) 2022 한국소비자만족도 1위
(3) 2022 혁신 다이어트 부문 대상
1. ↑  ELgroup. “이엘라이즈”. 2023년 12월 4일에 확인함.
2. ↑  ELgroup. “이엘라이즈”. 2023년 12월 4일에 확인함.